# Ischnomesus spaercki
Ischnomesus spaercki är en kräftdjursart som beskrevs av Wolff 1956. Ischnomesus spaercki ingår i släktet Ischnomesus och familjen Ischnomesidae.
Artens utbredningsområde är havet kring Nya Zeeland. Inga underarter finns listade i Catalogue of Life.